# Рън
Рън (Нарън) (на казахски: Нарын құмы — тесен пясък; на руски: Рын-пески) е обширна хълмиста и барханна пустиня, разположена в северната част на Прикаспийската низина, между долните течения на реките Волга на запад и Урал на изток в Западен Казахстан (Западноказахстанска и Атърауска област) и Астраханска област на Русия, най-голямата пустиня в Европа. Площ около 40 хил.km².
Релефът е равнинен и слабо хълмист, осеян с дълги до 160 km и високи до 13 m пясъчни хълмове и бархани. Климатът е рязко континентален. Средна януарска температура от -10 до -12 °C, средна юлска 34 – 35 °C. Годишна сума на валежите 240 – 250 mm. Зимата е малоснежна с дебелина на снежната покривка до 10 см. Характерно явление целогодишно са суховеите и пясъчните бури. Повърхностен отток липсва, но грунтовите (подземните) води залягат на малка дълбочина – 1,5 – 2 m. Почвите са светлокафяви, върху които вирее тревиста и храстова растителност (джузгун, астрагал, тамарикс, пелин, житняк и др.).